# Edward Boyce
Edward Boyce (* 2. Juni 1913 in Belfast; † 26. März 1988 in Derriaghy, County Antrim) war ein britischer Weit- und Dreispringer.
1934 wurde er bei den British Empire Games in London für Nordirland startend Vierter im Dreisprung. Bei den Olympischen Spielen 1936 in Berlin schied er im Weit- und im Dreisprung in der Qualifikation aus.
1934 und 1938 wurde er Englischer Meister im Dreisprung.

## Persönliche Bestleistungen
- Weitsprung: 7,35 m, 5. August 1932, Belfast
- Dreisprung: 14,77 m, 4. Juli 1934, Belfast